# Aphelion (Leprous)
Aphelion è il settimo album in studio del gruppo musicale norvegese Leprous, pubblicato il 27 agosto 2021 dalla Inside Out Music.

## Descrizione
L'album rappresenta una novità per il gruppo sotto vari di punti di vista: risulta il primo in assoluto nella loro carriera ad essere stato registrato presso tre studi di registrazione (in parte dovuto alla pandemia di COVID-19 nel corso del 2020) nonché quello scritto attraverso differenti metodi di composizione, risultando più intuitivo e spontaneo secondo le parole del frontman Einar Solberg:
Lo stesso Solberg, in occasione di un'intervista concessa a Sonic Perspectives, ha evidenziato come l'iniziale intenzione dei Leprous fosse quella di realizzare un EP basato su alcuni brani inediti o altri rimasti incompleti durante la composizione del precedente album Pitfalls. Tuttavia, a causa del diffondersi della sopracitata pandemia, il quintetto si è ritrovato con maggiore tempo libero utilizzato per sviluppare ulteriori brani, recandosi agli Ocean Sound Recordings di Giske, dove sono stati realizzati Castaway Angels nell'estate 2020 e Nighttime Disguise tra gennaio e febbraio 2021; riguardo a quest'ultimo brano il gruppo ha invitato i fan ad aiutarli sulla scelta della strumentazione, del tempo e dello stile vocale previo sondaggio per poi mostrare l'intero processo di registrazione attraverso un evento in live streaming della durata di sei giorni. Ulteriori sessioni di registrazione si sono svolte nell'autunno del 2020 presso i Cederberg Studios di Kristiansand, luogo in cui i Leprous hanno svolto anche uno speciale concerto in live streaming.

## Titolo
Per il disco il gruppo aveva scelto inizialmente il nome Adapt, cambiandolo successivamente in Aphelion come tentativo di trovare una parola più interessante e che colpisse maggiormente l'ascoltatore:
(Einar Solberg intervistato da Sonic Perspectives)

## Promozione
Il 4 dicembre 2020, ancor prima che il gruppo rivelasse di essere al lavoro sull'album, è stato pubblicato il singolo Castaway Angels insieme al relativo video musicale, che mostra il quintetto eseguirlo in presa diretta presso gli Ocean Sound Recordings. Il 9 giugno 2021 il disco è stato annunciato dai Leprous attraverso la rete sociale, mentre il 25 dello stesso mese è stato presentato il secondo singolo Running Low, anch'esso accompagnato da un video. Un ulteriore singolo è stato The Silent Revelation, reso disponibile il 30 luglio; in concomitanza con la pubblicazione dell'album è stato reso disponibile il video per Nighttime Disguise.
La sera del 25 agosto e la notte del 26 il gruppo ha tenuto un doppio concerto in live streaming eseguendo Aphelion nella sua interezza presso il Notodden Teater di Notodden. Il disco è stato promosso anche durante l'apparizione dei Leprous al Ready for Prog Festival di Tolosa il 23 ottobre in qualità di headliner. Nei primi mesi del 2022 hanno intrapreso l'Aphelion North American Tour, dove sono stati supportati dai The Ocean tra marzo e aprile. Successivamente hanno fatto ritorno in Europa esibendosi presso vari festival, tra cui il Prognosis nei Paesi Bassi e l'Hellfest in Francia, oltre ad aver aperto uno dei due concerti di Devin Townsend presso la Royal Albert Hall di Londra.
Tra settembre e ottobre 2022 Aphelion è stato nuovamente promosso in America in occasione della partecipazione del gruppo come artisti di supporto agli Apocalyptica per il loro Cell-0 Tour. Nel 2023 il gruppo ha intrapreso un'estesa tournée europea di 40 date tra febbraio e marzo, periodo in cui hanno inoltre reso disponibile la Tour Edition dell'album contenente sei tracce aggiuntive registrate dal vivo (pubblicate nel maggio seguente su vinile con il titolo di Live 2022).

## Tracce
1. Running Low – 6:30 (testo: Tor Oddmund Suhrke, Einar Solberg – musica: Einar Solberg)
2. Out of Here – 4:15 (Einar Solberg)
3. Silhouette – 3:44 (testo: Tor Oddmund Suhrke – musica: Einar Solberg)
4. All the Moments – 6:52 (testo: Einar Solberg – musica: Einar Solberg, Leprous)
5. Have You Ever? – 4:41 (testo: Einar Solberg – musica: Simen Børven, Einar Solberg)
6. The Silent Revelation – 5:45 (Einar Solberg)
7. The Shadow Side – 4:28 (testo: Tor Oddmund Suhrke, Einar Solberg – musica: Einar Solberg)
8. On Hold – 7:47 (Einar Solberg)
9. Castaway Angels – 4:53 (testo: Einar Solberg – musica: Einar Solberg, Tor Oddmund Suhrke, Leprous)
10. Nighttime Disguise – 7:04 (testo: Einar Solberg – musica: Leprous)

Tracce bonus (Limited Mediabook-CD Edition, 2 LP)
1. A Prophecy to Trust – 2:59 (testo: Tor Oddmund Suhrke – musica: Einar Solberg, Tor Oddmund Suhrke)
2. Acquired Taste (Live 2021) – 9:09 (testo: Tor Oddmund Suhrke – musica: Einar Solberg)

Tracce bonus nella Tour Edition
1. Out of Here (Live at Motocultor 2022) – 4:22 (Einar Solberg)
2. From the Flame (Live at Motocultor 2022) – 4:01 (testo: Tor Oddmund Suhrke – musica: Einar Solberg, Tor Oddmund Suhrke)
3. Below (Live at Motocultor 2022) – 6:04 (Einar Solberg)
4. The Price (Live at Motocultor 2022) – 5:36 (testo: Tor Oddmund Suhrke – musica: Einar Solberg, Baard Kolstad)
5. Nighttime Disguise (Live in Berlin 2022) – 7:39 (testo: Einar Solberg – musica: Leprous)
6. The Sky Is Red (Live in Berlin 2022) – 12:22 (Einar Solberg)

## Formazione
Gruppo
- Einar Solberg – voce, tastiera
- Tor Oddmund Suhrke – chitarra
- Robin Ognedal – chitarra
- Simen Børven – basso
- Baard Kolstad – batteria

Altri musicisti
- Raphael Weinroth-Browne – violoncello
- Chris Baum – violino
- Blåsemafian
  - Sigur Evendsen – trombone
  - Stig Espen Hundsnes – tromba
  - Jørgen Lund Karlsen – sassofono
- Nora Hannidal – corno francese

Produzione
- Einar Solberg – produzione (eccetto traccia 5)
- Christer Cederberg – produzione e registrazione (traccia 1), registrazione batteria (tracce 2 e 5)
- Leprous – produzione
- Jaran Gustavson – registrazione (traccia 1), registrazione batteria (tracce 2 e 5)
- David Castillo – registrazione chitarra, basso e tastiera (tracce 2 e 5), produzione e registrazione (tracce 3, 6-8)
- Henning Svoren – registrazione voce (tracce 2 e 5), produzione e registrazione (tracce 4, 9 e 10)
- Anders Boska – produzione e registrazione (tracce 4, 9 e 10)
- Simen Børven – produzione (traccia 5)
- Adam Noble – missaggio
- Robin Schmidt – mastering

## Classifiche
| Classifica (2021)          | Posizione massima |
| -------------------------- | ----------------- |
| Austria                    | 24                |
| Belgio (Vallonia)          | 102               |
| Finlandia                  | 11                |
| Francia                    | 122               |
| Germania                   | 22                |
| Paesi Bassi                | 31                |
| Regno Unito (rock & metal) | 7                 |
| Spagna                     | 84                |
| Svizzera                   | 10                |